# Pelle Hvenegaard
Pelle Hvenegaard (født 29. august 1975 i København) er en dansk skuespiller og tv-vært.

## Karriere
Som 12-årig optrådte han i titelrollen som Pelle i den danske Oscar-vindende film Pelle Erobreren. I 2002 var han medvært på radioprogrammet "Fizkarlene" på Odense Studenterradio og i 2006 blev han vært på talkshowet KebabTv på TV 2 Zulu. Han var ligeledes vært i programmet Comedy Fight Club i 2007 på TV 2 Zulu.
I 2008 deltog Pelle Hvenegaard i Zulu Djævleræs 3, hvor han i finalen tog førstepladsen sammen med Signe Lindkvist. Han blev også vært på TV 2-programmet Dagens Mand i 2008.
Han har haft enkelte filmroller, blandt andet hovedrollen i På fremmed mark. Han har også haft en stor rolle i TV3's danske dramaserie 2900 Happiness, hvor han havde rollen som Jens Erik Von Beck.

## Privat
Hvenegaard var gift med Lotte Svendsen, filminstruktør, fra 2000-2001.
Hvenegaard blev gift med Caroline Gullacksen den 1. september 2012 i Hvenegaards fars have. Parret har sammen datteren, Zoe Ukhona, som er adopteret fra Sydafrika i 2016.

## Filmografi

### Film og serie
| År      | Titel                       | Rolle              | Noter       |
| ------- | --------------------------- | ------------------ | ----------- |
| 1987    | Pelle Erobreren             | Pelle              | titelrollen |
| 2000    | På fremmed mark             | Jakob              |             |
| 2003    | Til højre ved den gule hund | tjener             |             |
| 2007-09 | 2900 Happiness              | Jens Erik von Bech | tv-serie    |

### TV (især som vært)
- 2003-2004 – Rundfunk (Vært)
- 2007-2009 – Comedy Fight Club (Vært)
- 2007-2010 – Zulu Djævleræs (Vært)
- 2008-nu – Dagens Mand (Vært)
- 2011 – Zulu Kvæg-ræs (Vært)
- 2011 – Vild med Comedy
- 2011 – Zulu Gumball
- 2012- Go' Sommer Danmark (TV 2s Go' Morgen Danmarks) sommerversion (Vært)
- 2013- vært på "Herre i eget hus"